# Економічний факультет Львівського національного університету імені Івана Франка
Економічний факультет є структурним підрозділом Львівського національного університету імені Івана Франка і покликаний провадити фундаментальну підготовку спеціалістів у галузі економіки.

## Історія факультету

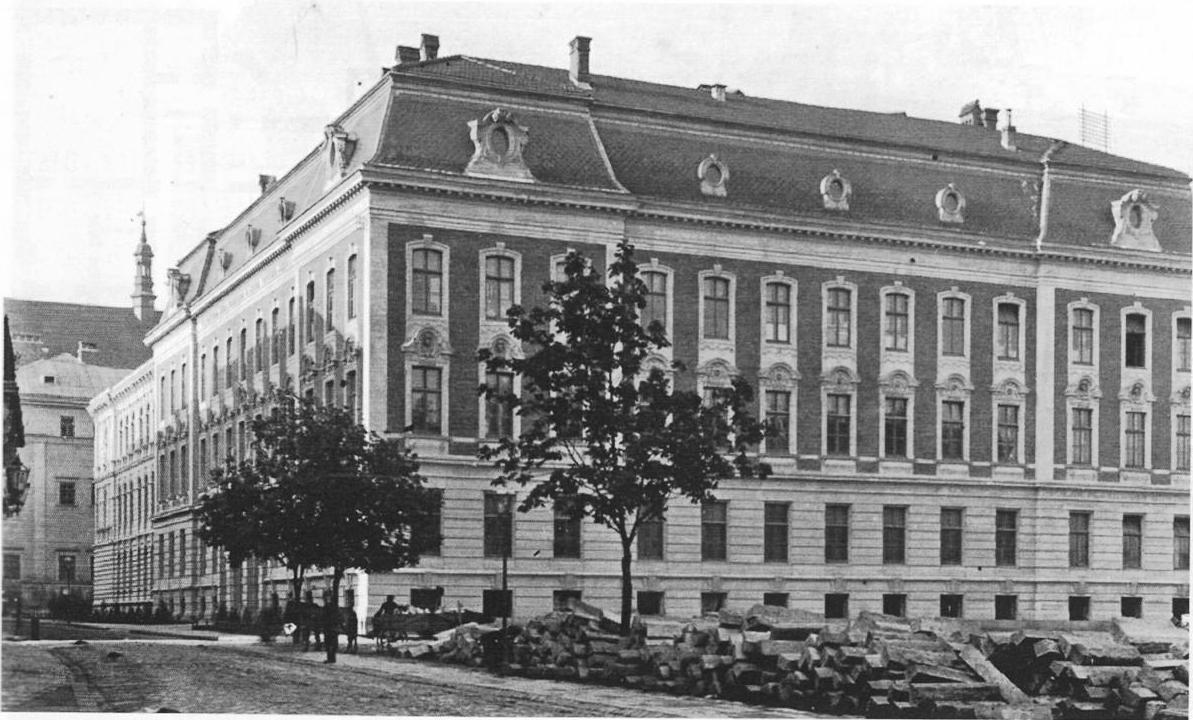
Художньо-промислова школа. 1892 рік. Фотографія Едварда Тшемеського

Створений 1966 — є одним із найбільших структурних підрозділів Львівського університету. Історія формування факультету бере свій початок від кін. XVIII — поч. XIX ст. Економічні предмети викладались на юридичному факультеті: кафедра натурального права і політичної економії; кафедра торговельного кодексу (1812); кафедра цивільного процесу, торговельного і вексельного права (1850). У XIX — першій пол. XX ст. функціонували інститути (заклади): політичної економії; торговельного та вексельного права; оподаткування; статистики. Предметам економіко-правового напрямку і проблемам економіки присвячували свої праці: Маврицій Алерханд, Леон Бєлінський, Арнольд Болланд, Ігнатій Вейнфельд, Мечислав Гонзатко, Йоган Горак, Станіслав Грабський, Пшемислав Домбковський, Юліан Дунаєвський, Філіп Ешеріх, Маврицій Кабат, Леопольд Каро, Домінік Колюмбус, Йоганн Коппель, Теодор Кульчицький, Юліан Макаревич, Олександр Огоновський, Йоганн Пазьдєра, Казімір Пжибиловський, Тадеуш Пілат, Здіслав Стахль, Ян Чекановський, Мойсей Шорр та ін. Доктор права Львівського університету Теофіль Кормош видав перший підручник українською мовою з бухгалтерського обліку (1895).
Особливий внесок у розвиток економічної науки й формування основ майбутнього економічного факультету у стінах Львівського університету належить проф. Михайлу Грушевському, який уперше опублікував системні дослідження з економічної історії України (1905) та Івану Франку, який опублікував праці: «Промислові робітники в східної Галичині й їх плата 1870 р.» (1881), «Про працю» (1881), «Земельна власність у Галичині» (1887 і 1914 рр.), «Еміґрація галицьких селян» (1892), «Селянський рух у Галичині» (1895), «Гримайлівський ключ в 1800 р.» (1900), «Селянський страйк в Східній Галичині» (1902), «Громадські шпихлірі і шпихлірський фонд у Галичині 1784—1840 рр.» (1907).
Черговим кроком до створення факультету стало відкриття загальноуніверситетської кафедри політичної економії (1940), яка забезпечувала викладання однойменного предмету на усіх факультетах.
У середині 60-х років XX ст. при Раді народного господарства у Львові відкрито філію Київського інституту народного господарства (тепер Київський національний економічний університет імені Вадима Гетьмана). На основі даної філії було створено економічний факультет, як структурний підрозділ Львівського університету (1966). Тоді факультет розпочав навчання фахівців за спеціальностями: планування промисловості; планування народного господарства; бухгалтерський облік; економічна кібернетика; механізована обробка економічної інформації.
Підготовку спеціалістів здійснювали три кафедри: планування промисловості (зав. — проф. Богдан Яремчишин), фінансів, бухгалтерського обліку і статистики (проф. Михайло Олексієнко) та математичних методів в економіці (доц. Василь Обуханич).
Факультет постійно удосконалював структуру, відгукуючись на потреби часу, відкривалися нові спеціальності, формувалися нові кафедри, підвищувався педагогічний і науковий рівень кваліфікації викладацького персоналу. У 1969 відкрито кафедру економічної кібернетики (доц. Роман Домбровський, а нині проф. Володимир Вовк); механізованої обробки економічної інформації (доц. Василь Обуханич), яку у 1995 перейменовано на кафедру інформаційних систем у менеджменті (проф. Володимир Юринець). У 1971 створено кафедру планування народного господарства, а на її базі у 1997 — кафедру економіки підприємства (проф. Іван Михасюк). У 1991 відкрито кафедру економічної теорії (проф. Зіновій Ватаманюк), соціології (проф. Андрій Хоронжий), у 1993 — кафедру економіки України (проф. Степан Злупко, а нині проф. Лідія Гринів). У 1993 шляхом поділу кафедри фінансів, бухгалтерського обліку і статистики було створено кафедру бухгалтерського обліку і аудиту (проф. Євген Мних, а нині проф. Олексій Ковалюк) та кафедру фінансів, статистики і кредиту (проф. Михайло Крупка), яку у 2003 перейменовано на кафедру фінансів, грошового обігу і кредиту. У 1998 створено кафедру статистики (проф. Семен Матковський) та кафедру менеджменту (проф. Володимир Яцура); у 2000 — кафедру банківського і страхового бізнесу (проф. Сергій Реверчук), у 2006 — кафедру аналітичної економії та міжнародної економіки (проф. Степан Панчишин).
За роки свого існування факультет підготував понад 10 000 висококваліфікованих фахівців з різних економічних спеціальностей і перетворився на найбільший структурний підрозділ Львівського університету. Випускники факультету стали відомими вченими, державними та політичними діячами, господарниками, підприємцями.
Вагомий внесок у розвиток української економічної науки зробив завідувач першої у нашій державі кафедри економіки України проф. Степан Злупко. Ним опубліковано понад 1000 наукових праць, які є вагомим новаторським внеском в економічну науку. Високу оцінку наукової спільноти отримали такі його праці, як «Історія економічної теорії», «Економічна думка України», «Економіка України», «Економічна історія України», «Основи екогомології» та інші. За видатний внесок вченого у розвиток економічної науки він був нагороджений Відзнакою і Почесною грамотою Кабінету Міністрів України, Золотою медаллю «М. Туган-Барановський», став лауреатом Державної премії України в галузі науки і техніки, йому було присвоєно почесне звання Заслужений діяч науки і техніки України.
Економічний факультет за чисельністю студентів є одним із найбільших структурних підрозділів Львівського університету. На факультеті навчається майже 2 000 студентів, у тому числі на денній формі — понад 1 500 осіб.
За 50-річний період діяльності факультету підготовлено більше 30 докторів наук, професорів та більше 200 кандидатів наук, доцентів. Тепер навчальний процес забезпечують 180 штатних викладачів, з них 18 докторів наук, професорів та понад 100 кандидатів наук, доцентів. На факультеті функціонує аспірантура за п'ятьма економічними спеціальностями та докторантура за двома спеціальностями, що є запорукою подальшого якісного зростання викладацьких кадрів і підготовки молодих науковців та викладачів. Нині в аспірантурі навчається понад 100 осіб. Є спеціалізована рада із захисту докторських і кандидатських дисертацій.
На економічному факультеті сформувалась низка наукових шкіл та напрямів, у тому числі наукова школа з розвитку агропромислового комплексу Західного регіону України (науковий керівник — проф. Іван Михасюк), наукова школа з економіко-математичного моделювання (науковий керівник — проф. Володимир Вовк). Науковцями факультету виконується 12 науково-дослідних тем загальнодержавного рівня. Значна увага приділяється підготовці підручників та методичної літератури, налагоджено міцні контакти з провідними іноземними та вітчизняними вищими навчальними закладами.
З метою професійної орієнтації школярів факультет запропонував програму шкільного курсу «Основи економіки» (для учнів 10-11-х класів). У 1993 опубліковано посібник «Економіка» для середньої школи, що отримав перший грант на першому і другому етапах конкурсу «Трансформація гуманітарної освіти в Україні», що його оголосили Міністерство освіти України та Фонд Дж. Сороса. У 1999 побачив світ навчальний посібник «Економіка для 10-11 класів шкіл з поглибленим вивченням економіки» (за редакцією професорів Зіновія Ватаманюка та Степана Панчишина). Ця книга є популярною серед учнів середніх шкіл і витримала 4 стереотипні видання.

## Доуніверситетська підготовка
Важливим напрямком, який факультет започаткував задля залучення здібної шкільної молоді до науки, є організація у 1990 відділення економіки у Малій академії наук (МАН). Щороку у ній беруть участь до 50 учнів-старшокласників міста Львова й області.

## Міжнародна співпраця
Велику увагу на факультеті приділяють співпраці з економічними факультетами університетів інших країн. Факультет підтримує тісні наукові зв'язки з університетом Дж. Вашингтона, Канзаським, Мічиганським, Вейнським, Темпльським університетами (США), Альбертським і Торонтським університетами (Канада), Українським Вільним Університетом (Німеччина). Щорічно кілька викладачів факультету проходять стажування у цих університетах і виступають з лекціями та доповідями перед іноземними студентами і викладачами. Одночасно професори іноземних університетів читають лекції на факультеті. Дедалі тіснішими стають наукові зв'язки факультету з економічними факультетами університетів наших сусідів — Польщі, Болгарії, Угорщини, Австрії, Франції, Бельгії та інших країн.

## Декани факультету
|    | Ім'я                            | Термін       |
| -- | ------------------------------- | ------------ |
| 1. | Михайло Олексієнко              | 1966         |
| 2. | Іван Лущик                      | 1966-1970    |
| 3. | Валентин Медведєв               | 1970-1974    |
| 4. | Іван Романович Михасюк          | 1975-1983    |
| 5. | Зіновій Григорович Ватаманюк    | 1983-2002    |
| 6. | Степан Михайлович Панчишин      | 2003-2015    |
| 7. | Ростислав Васильович Михайлишин | 2015-дотепер |

## Структура факультету
Головними структурними підрозділами факультету є 12 кафедр, а також філії факультету у м. Самборі та м. Червонограді; спеціалізована рада із захисту дисертацій Д 35.05101; лабораторія технологічних процесів та лабораторія ЕОМ, оснащена сучасними комп'ютерами з доступом до глобальної мережі Internet; Економічний науковий клуб студентів, аспірантів, докторантів та молодих учених.
- Кафедра аналітичної економії і міжнародної економіки
- Кафедра банківського і страхового бізнесу
- Кафедра економічної кібернетики
- Кафедра економіки підприємства
- Кафедра економічної теорії
- Кафедра економіки України
- Кафедра інформаційних систем в менеджменті
- Кафедра маркетингу
- Кафедра менеджменту
- Кафедра обліку і аудиту
- Кафедра статистики
- Кафедра фінансів, грошового обігу і кредиту

## Напрями підготовки студентів
Освітній ступінь — бакалавр
|    | Галузь знань                    |     | спеціальність                                  | спеціалізація |
| 05 | Соціальні та поведінкові науки: |     |                                                |               |
| -- | ------------------------------- | --- | ---------------------------------------------- | ------------- |
|    |                                 | 051 | Економіка                                      |               |
| 07 | Управління та адміністрування:  |     |                                                |               |
|    |                                 | 071 | Облік і оподаткування                          |               |
|    |                                 | 072 | Фінанси, банківська справа та страхування      |               |
|    |                                 | 073 | Менеджмент                                     |               |
|    |                                 | 075 | Маркетинг                                      |               |
|    |                                 | 076 | Підприємництво, торгівля та біржова діяльність |               |

Освітній ступінь — магістр
|    | Галузь знань                    |     | спеціальність                                  | спеціалізація |
| 05 | Соціальні та поведінкові науки: |     |                                                |               |
| -- | ------------------------------- | --- | ---------------------------------------------- | ------------- |
|    |                                 | 051 | Економіка                                      |               |
| 07 | Управління та адміністрування:  |     |                                                |               |
|    |                                 | 071 | Облік і оподаткування                          |               |
|    |                                 | 072 | Фінанси, банківська справа та страхування      |               |
|    |                                 | 073 | Менеджмент                                     |               |
|    |                                 | 075 | Маркетинг                                      |               |
|    |                                 | 076 | Підприємництво, торгівля та біржова діяльність |               |

## Економічний науковий клуб студентів, аспірантів, докторантів та молодих учених
Економічне наукове товариство осіб, яке отримало назву — «Економічний науковий клуб студентів, аспірантів, докторантів та молодих учених економічного факультету Львівського національного університету імені Івана Франка», створене з метою поглиблення знань, покращення дисципліни і всебічного розвитку студентів, аспірантів, докторантів та молодих учених.
Підставою утворення і діяльності Економічний науковий клуб студентів, аспірантів та молодих учених є ініціатива студентів Львівського національного університету імені Івана Франка. Економічний науковий клуб студентів, аспірантів, докторантів та молодих учених утворився 17 лютого 2010 року. Метою діяльності Економічний науковий клуб є створення умов для розкриття наукового та творчого потенціалу осіб, які навчаються та працюють на факультеті, розвиток в них наукового мислення і навичок дослідницької роботи, розвиток інноваційної діяльності, організаційна допомога керівництву Факультету в оптимізації наукової та навчальної роботи.
Основні завдання Економічний науковий клуб:
1. залучення осіб, які навчаються на Факультеті, до науково-дослідницької роботи;
2. допомога студентам в освоєнні та поглибленому вивченні дисциплін навчального плану;
3. оволодіння сучасними методиками і навичками проведення самостійних наукових досліджень;
4. оволодіння формами організації та проведення наукових досліджень;
5. пошук і підтримка талановитих дослідників серед осіб, які навчаються на Факультеті, надання їм всебічної допомоги;
6. організація та розвиток міжфакультетського, міжуніверситетського, міжнародного наукового і культурного співробітництва;
7. пошук та сприяння запровадженню нових форм роботи осіб, які навчаються на Факультеті;
8. узагальнення і поширення позитивного досвіду наукової роботи осіб, які навчаються на Факультеті;
9. розвиток зацікавленості та участі членів в організаційних процесах на різних рівнях наукової, практичної діяльності;
10. популяризація, розповсюдження і ознайомлення з індивідуальними досягненнями членів ЕНК;
11. інтеграція ЕНК в наукову спільноту країни;
12. представництво наукової діяльності членів ЕНК.
Керівним органом Економічного наукового клубу є Правління Економічного наукового клубу, яке підпорядковується Голові правління Економічного наукового клубу.
Головою правління Економічного наукового клубу з 17 лютого 2010 року і дотепер є Ваврін Максим Ростиславович.

## Символіка факультету

Герб Економічного факультету

Над щитом в стрічці написано Економічний факультет. Над щитом в декоративному картуші — розгорнута книжка з латинськими цифрами
AD MCMLXVI, що означають 1966 рік — рік заснування факультету. Під щитом — стрічка з девізом латинською мовою «Prudenter agas et respice finem» (укр. «Роби розумно й думай про результат»). В щиті справа срібні гривні означають фінанси, а ріг достатку — економічну діяльність. В щиті зліва — головний символ Львівського національного університету імені Івана Франка: на синьому тлі золотий лев (земельний знак Західної України вказує на регіональне значення університету), який тримає в лапі трисвічник (знак із печатки Українського таємного університету — символ науки й освіти).

## Історія будівлі факультету
Будинок на вул. Театральній, 17 (інша адреса: проспект Свободи, 18) постав на місці Низького Замку. Коли замок розібрали, залишилася незабудована площа Каструм. У 1890 році був оголошений конкурс на будівлю ще одного вищого навчального закладу міста — Державної художньо-промислової школи. У конкурсі брали участь А. Каменобродський, Б. Бауер і І. Долинський, Ґ. Бізанц. Першу премію отримав проект професора Львівської політехніки Ґ. Бізанца, який і був реалізований у 1890—1892. Будинок розташувався на вул. Театральній, 17.
Триповерховий наріжний будинок школи збудований в стилі історизму й оздоблений у поєднанні неоренесансу та необароко. У плані — чотирикутник з великим внутрішнім двором. Використана коридорна планувальна система з розташування приміщень по одну сторону коридору. Центром планувальної композиції став великий вестибюль з парадними тримаршевими сходами. Санвузли згруповані біля головної сходової клітки і біля бокових сходів. У підвалі були розміщені квартири службовців, котельня, склади і різноманітні майстерні: столярна, слюсарна, гончарна. На першому поверсі розташувалися також майстерні і склади, а на другому — конференц-зал над вестибюлем, бібліотека, кабінети директора, зали рисунку і моделювання. На третьому поверсі розташувалися викладові класи.
Перший поверх рустований, а верхні викладені нетинькованою червоною цеглою. Вікна другого і третього поверху мають спільне обрамлення в необароковому стилі. Над вікнами
другого поверху встановлено лучкові сандрики з картушами. На фасаді з боку вул. Театральної ці картуші порожні, бо в них були встановлені 12 погрудь «людей заслужених в галузі художнього промислу». За радянських часів така декорація була небажаною, і їх усунули. В подібні картуші з боку Національного музею було вставлено 13 кольорових керамічних емблем ремісничих цехів, які частково збереглися. Над порталом головної брами теж бачимо порожні овали. Раніше тут були двоголовий австрійський орел, герб міста Львова та мурашка — символ працьовитості. Скульптурне оздоблення фасадів виконав Пйотр Гарасимович. Однак швидко виявилися вада будинку — недостатня площа майстерень та аудиторій. Тому 1910 р. Промислову школу перенесли до нового будинку на вул. Снопківській, 47, збудованого за проектом професора школи Владислава Садовського.
У 1948—1952 рр. будівлю рекоструйовано за проектом Івана Персікова і Генріха Швецько-Вінецького для Будівельного технікуму.
Головний фасад в стилі соціалістичного неокласицизму, влаштованого з боку нинішнього проспекту Свободи, поділено карнизом на два яруси, нижній ярус декоровано рустом, верхній симетрично розчленовано високими арковими віконними прорізами, обрамованими пілястрами корінфського ордеру, карниз завершено аттиком-балюстрадою.
Він досить вдало вписався в оточення, та виявився занадто престижним для Будівельного технікуму, який переселили на вул. Пекарську. А у 1957 р. тут розмістили Львівський
раднаргосп, якому підпорядковувалася економіка Львівської, Станіславівської, Закарпатської, Волинської та Рівненської областей. Після ліквідації хрущовських раднаргоспів тут розташували економічний факультет Львівського держуніверситету імені Івана Франка, а з боку вул. Театральної — Львівське відділення Інституту економіку АН УРСР. У 1990-х його реорганізували в Інститут регіональних проблем економіки та перенесли на вул. Козельницьку, 4. І економічний факультет став господарем цілого будинку, зараховано до пам'яток архітектури місцевого значення.
Загальний обрис плану будинку наближений до квадрату з стороною 45 м і має три вуличні фасади. Корисна площа будинку становить 5320 кв. м, будівельний об'єм — 33000 куб. м, висота приміщень — 4,25 м.